# Fausto Brancolini
Fausto Brancolini (Modena, 31 agosto 1902 – Modena, 19 maggio 1962) è stato un calciatore italiano, di ruolo portiere.

## Carriera
Portiere di ridotta statura, che faceva dell'agilità il suo punto di forza, divenne titolare del Modena nel 1920, al ritiro del suo predecessore Ettore Borgetti. Da quel momento, fino al 1928, fu il portiere titolare dei canarini, per otto stagioni di massima serie. Rimase in forza al Modena fino al 1930, quando fu posto in lista di trasferimento.